# Thomas Dunn
Thomas Dunn (Navua, Fiyi, 19 de enero de 2003) es un futbolista de Fiyi que juega en la posición de centrocampista con el Navua FC de la Liga Nacional de Fútbol de Fiyi.

## Carrera

### Clubes
| Club               | País      | Temporada |
| ------------------ | --------- | --------- |
| Navua FC           | Fiyi      | 2019–2021 |
| Frankston Pines SC | Australia | 2022      |
| Navua FC           | Fiyi      | 2023-     |

### Selección nacional
Ha estado en el proceso de selecciones nacionales de Fiyi desde la categoría sub-17, teniendo participación en la Copa Mundial de Fútbol Sub-20 de 2023. Con Fiyi debutó en los Juegos del Pacífico 2023, y luego participó en la Copa de las Naciones de la OFC 2024 donde anotó tres goles.

## Logros
- Segunda División de Fiyi (1): 2019